# Ernie Winchester
Ernie Winchester (Aberdeen, 18 de mayo de 1944 - ibídem, 8 de mayo de 2013) fue un futbolista profesional escocés que jugaba en la demarcación de delantero.

## Biografía
Ernie Winchester debutó en 1959 con el Aberdeen FC a la temprana edad de 15 años. Jugó durante ocho años en el club. Posteriormente fue traspasado al Chicago Spurs, donde jugó durante una temporada, al igual que en el Kansas City Spurs, equipo refundado en 1968, cambiando el nombre del Chicago Spurs. Tras su andadura americana volvió a Escocia para jugar en el Heart of Midlothian FC. Ya en 1972 fue fichado por el Arbroath FC, donde se retiró del fútbol profesional.
Falleció el 8 de mayo de 2013 en su ciudad natal a los 68 años de edad.

## Clubes
| Club                   | País           | Año         |
| ---------------------- | -------------- | ----------- |
| Aberdeen FC            | Escocia        | 1959 - 1967 |
| Chicago Spurs          | Estados Unidos | 1967        |
| Kansas City Spurs      | Estados Unidos | 1968        |
| Heart of Midlothian FC | Escocia        | 1968 - 1972 |
| Arbroath FC            | Escocia        | 1972 - 1973 |